# Danh sách Köchel

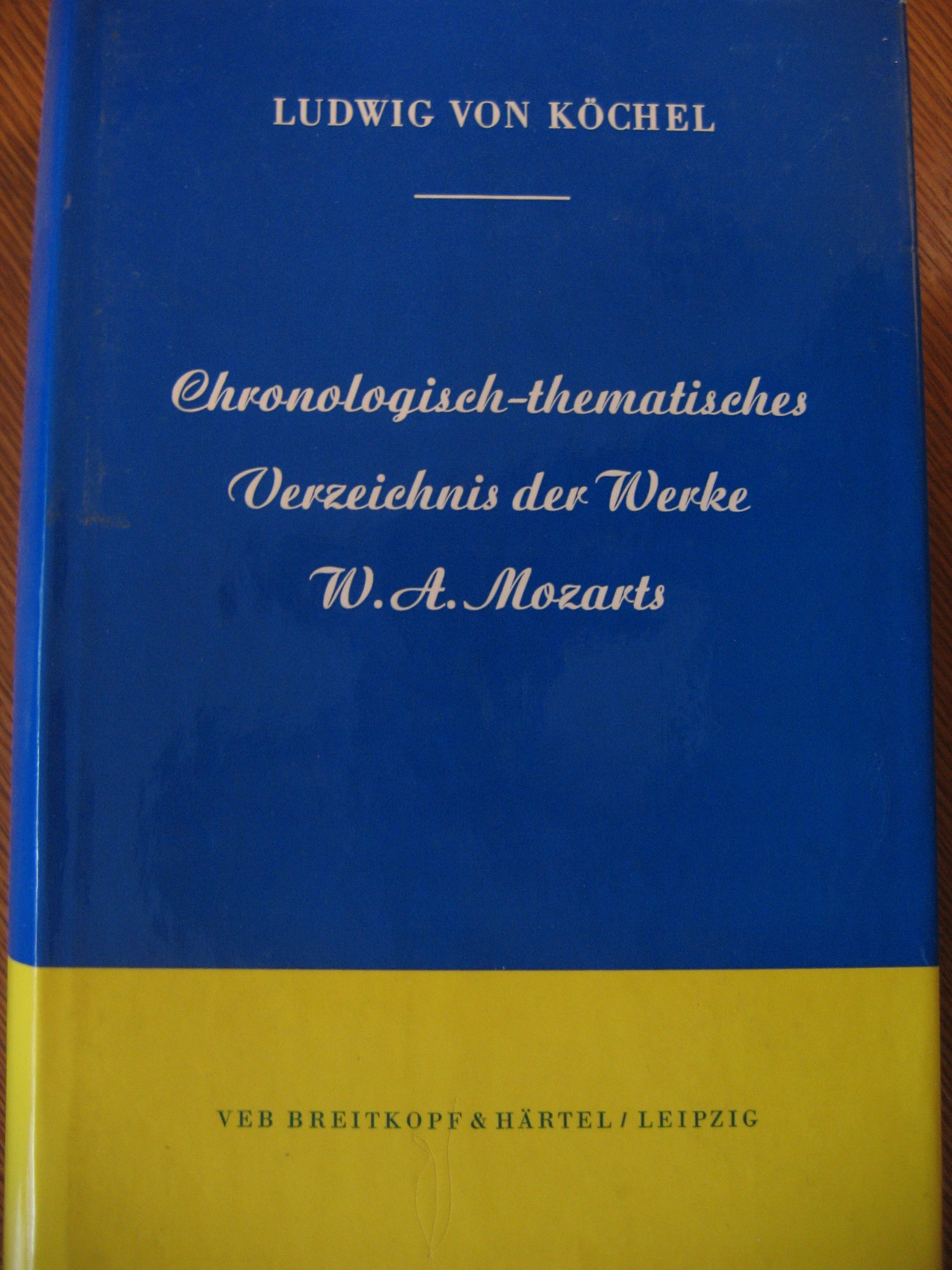
Ảnh chụp trang bìa của danh mục KV, tái bản năm 1975.

Nhạc sĩ thiên tài người Áo Wolfgang Amadeus Mozart đã sáng tác rất nhiều tác phẩm, phần lớn là kiệt tác của âm nhạc cổ điển, lại rất đa dạng về thể loại, phong phú về nội dung và biến hoá về giai điệu. Sau khi Mozart mất, ngày càng có nhiều nhà nghiên cứu âm nhạc cũng như những người yêu thích âm nhạc muốn biết nhiều về các nhạc phẩm của ông, mà một trong những mong muốn này là cần có danh sách các tác phẩm do ông sáng tác. Köchel-Verzeichnis hay Danh mục tác phẩm của Mozart là tập hợp hoàn chỉnh tất cả các tác phẩm của W. A. Mozart, do nhà âm nhạc học người Áo là Ludwig von Köchel (tiếng Đức: [ˈkœçəl]) sưu tầm, biên soạn và xuất bản, đã đáp ứng được mong muốn này. Ấn bản đầu tiên vào năm 1862 với tựa đề "Chronologisch-thematisches Verzeichnis sämmtlicher Tonwerke W. A.Mozart" (Thư mục theo thời gian các nhạc phẩm của W. A. Mozart). Ấn bản này vẫn được lưu truyền và tái bản đến nay, thường được gọi gọn là "Köchel-Verzeichnis" (danh mục Kơt-xai), viết tắt là KV hay đôi khi là K.
Vì trong ấn bản này, các nhạc phẩm xếp theo thời gian mà Mozart sáng tác ra, nên cũng có người gọi nó là niên giám (chronological), hoặc bộ sưu tập (catalogue). Cũng vì vậy, cách đánh số nhạc phẩm bằng ôput cho các nhạc phẩm của Mozart dùng ký hiệu KV thay thế cho ký hiệu op. (opus) mà Mozart và người cùng thời đã dùng. Chẳng hạn, "Nhạc cầu siêu cung Re thứ" (Requiem D-moll für 4 Singstimmen, 2 Violinen, Viola, Bass, 2 Bassetthörner, 2 Fagotte, 3 Posaunen, 2 Trompeten, Pauken, Orgel) là sáng tác duy nhất của Mozart ở thể loại Requiem Mass, theo cách đánh số là Requiem op.1, thì danh mục của Köchel đã xếp là tác phẩm thứ 626 của Mozart, viết tắt là KV 626. Bởi vậy, danh mục Köchel không những cho ta biết danh sách, ký hiệu gọn gàng của nhạc phẩm, mà còn cho biết như một bản tốc ký đề cập ít nhiều đến sự nghiệp âm nhạc của Mozart.

## Lịch sử

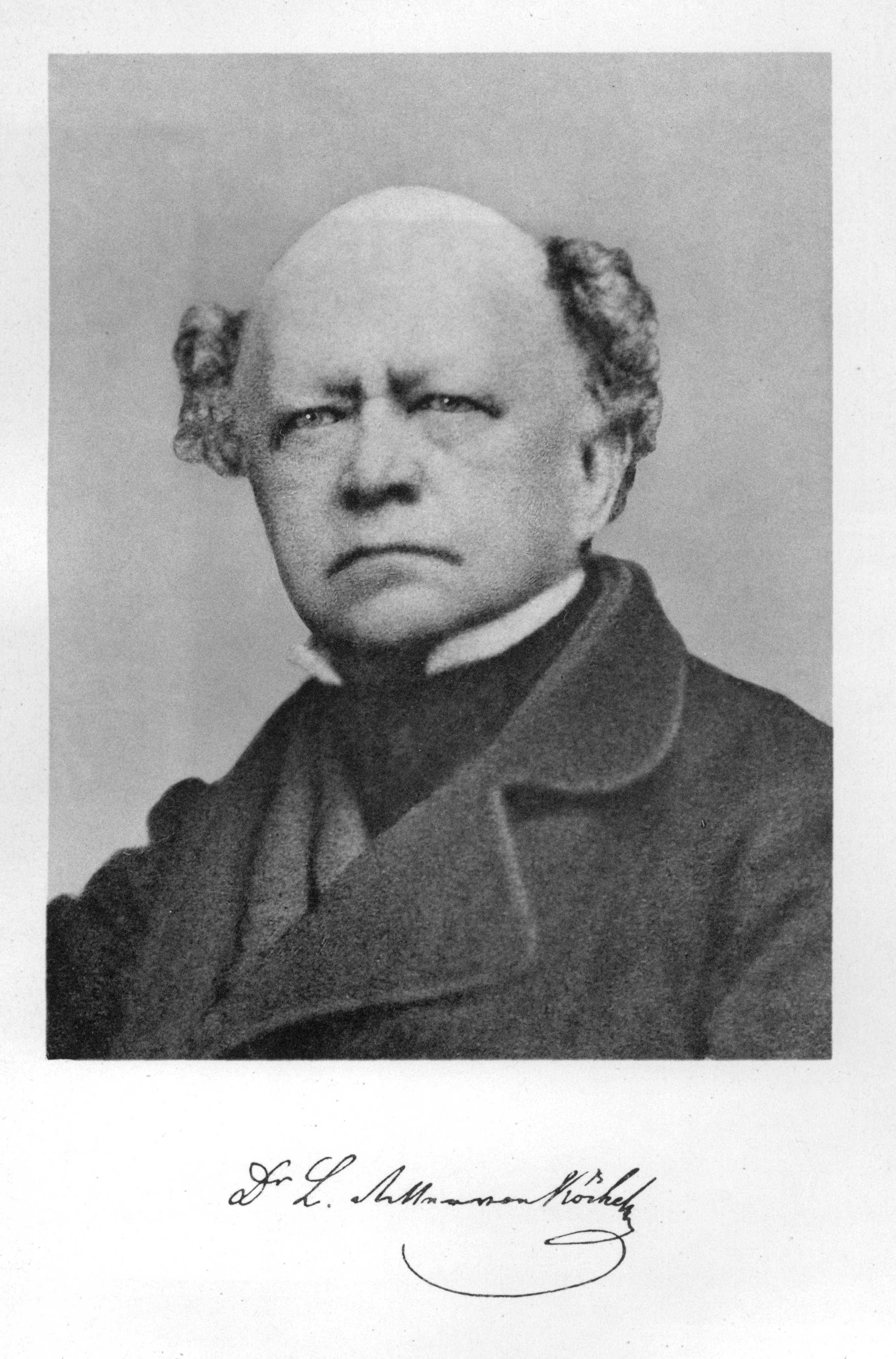
Ludwig von Köchel (1800-1877).

Vào thập niên ngay sau ngày mất của Mozart, đã có vài bản danh mục thử nghiệm liệt kê tác phẩm của ông, nhưng phải đến năm 1862, thì Ludwig von Köchel mới hoàn thành bộ niên giám này. Quyển niên giám của Köchel dày 551 trang mang tựa đề Chronologisch-thematisches Verzeichnis sämtlicher Tonwerke Wolfgang Amadé Mozarts (Chronological-Thematic Catalogue of the Complete Musical Works of Wolfgang Amadé Mozart). Quyển sách này có đính những miếng lật trang cho từng tác phẩm.
Köchel cố gắng sắp xếp các tác phẩm theo thứ tự niên giám, nhưng ngày tháng các sáng tác viết ra trước năm 1784 đều là sự phỏng đoán. Khi Köchel đang biên tập thì lại có thêm những tác phẩm vừa được tìm thấy, được nhận diện, hoặc sửa lại ngày tháng, vì vậy có đến tám bản đính chính cho quyển danh mục. Các tái bản, nhất là tái bản lần thứ ba của Alfred Einstein (1937), và tái bản lần thứ sáu của Franz Giegling, Gerd Sievers và Alexander Weinmann (1964), có rất nhiều sửa chữa. Mới đây nhất, tái bản lần thứ 8 (1983) vẫn có vài thay đổi nhỏ.
Trong tiến trình biên tập, có nhiều ký số mới đã được thêm vào các ký tự. Danh sách dưới đây liệt kê danh mục thể loại tác phẩm của Mozart, trong đó có hai loại chỉ số K: chỉ số nguyên thủy của Köchel (K1) và chỉ số của lần tái bản thứ sáu (K6).
| Ấn bản | Năm  | Biên tập                                         | Ghi chú                |
| ------ | ---- | ------------------------------------------------ | ---------------------- |
| 1.     | 1862 | Ludwig von Köchel                                |                        |
| 2.     | 1905 | Paul von Waldersee                               |                        |
| 3.     | 1937 | Alfred Einstein                                  |                        |
| 4.     | 1958 | Alfred Einstein                                  | tái bản không thay đổi |
| 5.     | 1961 | Alfred Einstein                                  | tái bản không thay đổi |
| 6.     | 1964 | Franz Giegling, Gerd Sievers, Alexander Weinmann |                        |
| 7.     | 1965 | Franz Giegling, Gerd Sievers, Alexander Weinmann | tái bản không thay đổi |
| 8.     | 1983 | Franz Giegling, Gerd Sievers, Alexander Weinmann | tái bản không thay đổi |

## Danh sách hoàn chỉnh các sáng tác hiện có của Mozart theo thứ tự thời gian
| K1       | K6         | Tác phẩm | Thời gian                                 | Địa điểm            |
| -------- | ---------- | --- | ----------------------------------------- | ------------------- |
|          | 1a         | Andante in C for Keyboard | Đầu năm 1761                              | Salzburg            |
|          | 1b         | Allegro in C for Keyboard | Đầu năm 1761                              | Salzburg            |
|          | 1c         | Allegro in F for Keyboard | 11/12/1761                                | Salzburg            |
|          | 1d         | Minuet in F for Keyboard | 16/12/1761                                | Salzburg            |
| 1        | 1e         | Minuet in G for Keyboard | Tháng 12/1761 – Tháng 1/1762              | Salzburg            |
| 1        | 1f         | Minuet in C for Keyboard | Tháng 12/1761 – Tháng 1/1762              | Salzburg            |
| 6        | 6          | Sonata in C for Violin and Keyboard | 1762–1764                                 | Salzburg hoặc Paris |
| 7        | 7          | Sonata in D for Violin and Keyboard | 1762–1764                                 | Salzburg hoặc Paris |
| 2        | 2          | Minuet in F for Keyboard | Tháng 1/1762                              | Salzburg            |
| 3        | 3          | Allegro in B-flat for Keyboard | 4/3/1762                                  | Salzburg            |
| 4        | 4          | Minuet in F for Keyboard | 11/5/1762                                 | Salzburg            |
| 5        | 5          | Minuet in F for Keyboard | 5/7/1762                                  | Salzburg            |
|          | 5a         | Allegro in C for Keyboard | Mùa hè năm 1763                           |                     |
| 8        | 8          | Sonata in B-flat for Violin and Keyboard | 1763–1764                                 | Paris               |
| 9        | 9          | Sonata in G for Violin and Keyboard | 1763–1764                                 | Paris               |
| 10       | 10         | Sonata in B-flat for Harpsichord, Violin (Flute) and Cello                                                                                               | 1764                                      | Luân Đôn            |
| 11       | 11         | Sonata in G for Harpsichord, Violin (Flute) and Cello | 1764                                      | London              |
| 12       | 12         | Sonata in A for Harpsichord, Violin (Flute) and Cello | 1764                                      | London              |
| 13       | 13         | Sonata in F for Harpsichord, Violin (Flute) and Cello | 1764                                      | London              |
| 14       | 14         | Sonata in C for Harpsichord, Violin (Flute) and Cello | 1764                                      | London              |
| 15       | 15         | Sonata in B-flat for Harpsichord, Violin (Flute) and Cello                                                                                               | 1764                                      | London              |
| 16       | 16         | Symphony in E-flat, No. 1 | 1764                                      | London              |
| 19       | 19         | Symphony in D, No. 4 | 1765                                      | London              |
| 223      | 19a        | Symphony in F | Khoảng năm 1765                           | London?             |
| 21       | 19c        | Aria for tenor and orchestra, "Va, dal furor portata" | 1765                                      | London              |
|          | 15a – 15ss | 44 Untitled Pieces, "London Sketchbook" | 1765                                      | London              |
|          | 19d        | Sonata in C for Keyboard Four-hands | Tháng 5/1765                              | London              |
| 20       | 20         | Motet in G minor, "God is Our Refuge" | Tháng 7/1765                              | London              |
| 23       | 23         | Aria for soprano and orchestra "Conservati fedele" | Tháng 10/1765                             | The Hague           |
| 22       | 22         | Symphony in B-flat, No. 5 | Tháng 12/1765                             | The Hague           |
| Anh. 220 | 16a        | Symphony in A minor, "Odense" | Cuối những năm 1760                       | Salzburg?           |
| 78       | 73b        | Aria for Soprano, "Per pietà, bell'idol mio" | Khoảng năm 1766                           |                     |
| 79       | 73d        | Recitative and Aria for Soprano, "O temerario Arbace" | Khoảng năm 1766                           |                     |
| 24       | 24         | 8 Variations in G on "Laat ons Juichen" | Tháng 1/1766                              | The Hague           |
| Anh. 221 | 45a        | Symphony in G, "Alte Lambach" | Cuối năm 1765 – Đầu năm 1766              | The Hague           |
| 25       | 25         | 7 Variations in D on "Willem van Nassau" | Tháng 2/1766                              | Amsterdam           |
| 26       | 26         | Sonata in E-flat for Violin and Keyboard | Tháng 2/1766                              | The Hague           |
| 27       | 27         | Sonata in G for Violin and Keyboard | Tháng 2/1766                              | The Hague           |
| 28       | 28         | Sonata in C for Violin and Keyboard | Tháng 2/1766                              | The Hague           |
| 29       | 29         | Sonata in D for Violin and Keyboard | Tháng 2/1766                              | The Hague           |
| 30       | 30         | Sonata in F for Violin and Keyboard | Tháng 2/1766                              | The Hague           |
| 31       | 31         | Sonata in B-flat for Violin and Keyboard | Tháng 2/1766                              | The Hague           |
| 32       | 32         | Gallimathias Musicum (Quodlibet) | Tháng 3/1766                              | The Hague           |
| 33       | 33         | Kyrie in F | 12/6/1766                                 | Paris               |
|          | 33b        | Piece in F for Keyboard | Tháng 10/1766                             | Zurich              |
| 36       | 33i        | Recitative and aria for tenor and orchestra, "Or che il dover – Tali e cotanti sono"                                                                     | Tháng 12/1766                             | Salzburg            |
| 70       | 61c        | Recitative and Aria for Soprano, "A Berenice" | Khoảng Tháng 12/1766                      | Salzburg            |
| 76       | 42a        | Symphony in F, "No. 43" | Khoảng năm 1767                           | Vienna              |
| 43       | 43         | Symphony in F, No. 6 | 1767                                      | Olomouc và Wien     |
| 62       | 62         | March in D | 1767                                      | Salzburg            |
| 34       | 34         | Offertory in C, "Scande coeli limina" | Đầu năm 1767                              |                     |
| 35       | 35         | Die Schuldigkeit des ersten Gebots | Đầu năm 1767                              | Salzburg            |
| 42       | 35a        | Grabmusik | 1767                                      | Salzburg            |
| 37       | 37         | Concerto in F for Piano, No. 1 | Tháng 4/1767                              | Salzburg            |
| 38       | 38         | Apollo et Hyacinthus | 13/5/1767                                 | Salzburg            |
| 39       | 39         | Concerto in B-flat for Piano, No. 2 | Tháng 6/1767                              | Salzburg            |
| 40       | 40         | Concerto in D for Piano, No. 3 | Tháng 7/1767                              | Salzburg            |
| 41       | 41         | Concerto in G for Piano, No. 4 | Tháng 7/1767                              | Salzburg            |
| Anh. 214 | 45b        | Symphony in B-flat, "No. 55" | Khoảng năm 1768                           | Vienna?             |
| 45       | 45         | Symphony in D, No. 7 | 16/1/1768                                 | Vienna              |
|          | 46d        | Sonata in C for Violin | 1/9/1768                                  | Vienna              |
|          | 46e        | Sonata in F for Violin | 1/9/1768                                  | Vienna              |
| 47       | 47         | Veni Sancte Spiritus in C | Mùa thu năm 1768                          | Vienna              |
| 139      | 47a        | Missa solemnis in C minor, "Waisenhaus" | Mùa thu năm 1768                          | Vienna              |
|          | 47c        | Concerto for Trumpet (lost) | Mùa thu năm 1768                          | Vienna              |
| 53       | 47e        | Song, An die Freude | Mùa thu năm 1768                          | Vienna              |
| 49       | 47d        | Missa brevis in G | October – November 1768                   | Vienna              |
| 50       | 46b        | Bastien und Bastienne | Tháng 9 – tháng 10/1768                   | Vienna              |
| 48       | 48         | Symphony in D, No. 8 | 13/12/1768                                | Vienna              |
| 100      | 62a        | Cassation in D | 1769                                      | Salzburg            |
| 63       | 63         | Cassation in G | 1769                                      | Salzburg            |
| 99       | 63a        | Cassation in B-flat | 1769                                      | Salzburg            |
| 117      | 66a        | Offertory in C, "Benedictus sit Deus" | 1769                                      | Salzburg            |
| Anh. 215 | 66c        | Symphony in D | Khoảng năm 1769                           | Salzburg?           |
| Anh. 217 | 66d        | Symphony in B-flat | Khoảng năm 1769                           | Salzburg?           |
| Anh. 218 | 66e        | Symphony in B-flat | Khoảng năm 1769                           | Salzburg?           |
| 94       | 73h        | Minuet in D | 1769                                      | Salzburg            |
| 65       | 61a        | Missa brevis in D minor | 14/1/1769                                 | Salzburg            |
|          | 61b        | 7 Minuets | 26/1/1769                                 | Salzburg            |
| 51       | 46a        | La finta semplice | 1/5/1769                                  | Vienna              |
| 66       | 66         | Missa in C, "Dominicus" | Tháng 10/1769                             | Salzburg            |
| 141      | 66b        | Te Deum in C | Cuối năm 1769                             | Salzburg            |
| 84       | 73q        | Symphony in D, No. 11 | 1770                                      | Milan hoặc Bologna  |
| 74       | 74         | Symphony in G, No. 10 | 1770                                      | Milan               |
|          | 61g        | 2 Minuets | Đầu năm 1770                              | Salzburg            |
| 88       | 73c        | Aria for Soprano, "Fra cento affanni" | Tháng 2– Tháng 3/1770                     | Milan               |
| 77       | 73e        | Recitative and Aria for Soprano, "Misero me" | Tháng 3/1770                              | Milan               |
| 80       | 73f        | Quartet in G for Strings | 15/3/1770                                 | Lodi                |
| 81       | 73l        | Symphony in D, "No. 44" | Tháng 4/1770                              | Roma                |
| 97       | 73m        | Symphony in D, "No. 47" | Tháng 4/1770                              | Rome                |
| 95       | 73n        | Symphony in D, "No. 45" | Tháng 4/1770                              | Rome                |
| 123      | 73g        | Contredanse in B-flat | 13–14 Tháng 4/1770                        | Rome                |
| 82       | 73o        | Aria for Soprano, "Se ardire, e speranza" | 25 Tháng 4/1770                           | Rome                |
| 83       | 73p        | Aria for Soprano, "Se tutti i mali miei" | Tháng 4 - tháng 5/1770                    | Rome                |
| 85       | 73s        | Miserere in A minor | Tháng 7– Tháng 8/1770                     | Bologna             |
| 122      | 73t        | Minuet in E-flat | Khoảng tháng 8/1770                       | Bologna             |
| 86       | 73v        | Antiphon in D minor, "Quaerite primum regnum Dei" | 9/10/1770                                 | Bologna             |
| 87       | 74a        | Mitridate, re di Ponto | 26/12/1770                                | Bologna và Milan    |
| 104      | 61e        | 6 Minuets | Cuối năm 1770 – đầu năm 1771              | Salzburg            |
|          | 74b        | Aria for Soprano, "Non curo l'affetto" | Early 1771                                | Milan or Pavia      |
| 75       | 75         | Symphony in F, "No. 42" | 1771                                      | Salzburg            |
| 108      | 74d        | Regina Coeli in C | May 1771                                  | Salzburg            |
| 109      | 74e        | Litaniae Lauretanae B.M.V. in B-flat | May 1771                                  | Salzburg            |
| 72       | 74f        | Offertory in G, "Inter natos mulierum" | May – June 1771                           | Salzburg            |
| 118      | 74c        | Betulia liberata | March – July 1771                         | Ý and Salzburg      |
| 110      | 75b        | Symphony in G, No. 12 | July 1771                                 | Salzburg            |
| 96       | 111b       | Symphony in C, "No. 46" | October – November 1771                   | Milan               |
| 111      | 111        | Ascanio in Alba | ngày 17 tháng 10 năm 1771                 | Milan               |
| 120      | 111a       | Finale of a Symphony in D ("Ascanio in Alba") | October – November 1771                   | Milan               |
| 113      | 113        | Divertimento in E-flat | November 1771                             | Milan               |
| 112      | 112        | Symphony in F, No. 13 | ngày 2 tháng 11 năm 1771                  | Milan               |
| 114      | 114        | Symphony in A, No. 14 | ngày 30 tháng 12 năm 1771                 | Salzburg            |
|          | 73i        | Canon in A for 4 or 5 voices in 1 | 1772                                      |                     |
| 89       | 73k        | Kyrie in G for 5 voices in 1 | 1772                                      | Rome?               |
|          | 73r        | 4 Riddle Cannons | 1772                                      |                     |
|          | 73x        | 14 Canonic Studies | 1772                                      |                     |
| 107      | 107        | 3 Concertos for Piano after J.C. Bach | 1772                                      | Salzburg            |
| 67       | 41h        | Church Sonata in E-flat major | 1772                                      | Salzburg            |
| 68       | 41i        | Church Sonata in B major | 1772                                      | Salzburg            |
| 69       | 41k        | Church Sonata in D | 1772                                      | Salzburg            |
| 90       | 90         | Kyrie in D minor | 1772                                      |                     |
| 136      | 125a       | Divertimento in D | Early 1772                                | Salzburg            |
| 137      | 125b       | Divertimento in B-flat | Early 1772                                | Salzburg            |
| 138      | 125c       | Divertimento in F | Early 1772                                | Salzburg            |
| 124      | 124        | Symphony in G, No. 15 | ngày 21 tháng 2 năm 1772                  | Salzburg            |
| 125      | 125        | Litaniae de venerabili altaris sacramento in B-flat | March 1772                                | Salzburg            |
| 103      | 61d        | 19 Minuets | Spring – summer 1772                      | Salzburg            |
| 126      | 126        | Il sogno di Scipione | May 1772                                  | Salzburg            |
| 127      | 127        | Regina coeli in B-flat | May 1772                                  | Salzburg            |
| 128      | 128        | Symphony in C, No. 16 | May 1772                                  | Salzburg            |
| 129      | 129        | Symphony in G, No. 17 | May 1772                                  | Salzburg            |
| 130      | 130        | Symphony in F, No. 18 | May 1772                                  | Salzburg            |
| 73       | 73         | Symphony in C, No. 9 | Early summer 1772                         | Salzburg            |
| 381      | 123a       | Sonata in D for Keyboard Four-Hands | Mid 1772                                  | Salzburg            |
| 164      | 130a       | 6 Minuets | June 1772                                 | Salzburg            |
| 131      | 131        | Divertimento in D | June 1772                                 | Salzburg            |
| 290      | 167AB      | March in D | Summer 1772                               | Salzburg            |
| 132      | 132        | Symphony in E-flat, No. 19 | July 1772                                 | Salzburg            |
| 133      | 133        | Symphony in D, No. 20 | July 1772                                 | Salzburg            |
| 134      | 134        | Symphony in A, No. 21 | August 1772                               | Salzburg            |
| 149      | 125d       | "Ich hab es längst gesagt", song |                                           |                     |
| 150      | 125e       | "Was ich in Gedanken küsse", song |                                           |                     |
| 151      | 125f       | "Ich trachte nicht nach solchen Dingen", song |                                           |                     |
| 152      | 210a       | "Ridente la calma", aria (canzonetta) for voice and piano (doubtful)                                                                                     | 1772–1775                                 |                     |
| 153      | 375f       | Two fragments of a fugue in E-flat major |                                           |                     |
| 154      | 385k       | Fragment of a fugue in G minor |                                           |                     |
| 155      | 134a       | Quartet (Divertimento) in D for Strings | October – November 1772                   | Bozen và Verona     |
| 156      | 134b       | Quartet in G for Strings | End 1772                                  | Milan               |
| 135      | 135        | Lucio Silla | ngày 26 tháng 12 năm 1772                 | Salzburg and Milan  |
| 140      | Anh. C1.12 | Missa brevis in G | c. 1773                                   | Salzburg?           |
| 205      | 167A       | Divertimento in D | c. 1773                                   | Salzburg            |
| 157      | 157        | Quartet in C for Strings | End 1772 – early 1773                     | Milan               |
| 158      | 158        | Quartet (Divertimento) in F for Strings | End 1772 – early 1773                     | Milan               |
| 165      | 158a       | Motet in F for Soprano, "Exsultate, jubilate" | January 1773                              | Milan               |
| 159      | 159        | Quartet (Divertimento) in B-flat for Strings | Early 1773                                | Milan               |
| 160      | 159a       | Quartet in E-flat for Strings | Early 1773                                | Milan               |
| 186      | 159b       | Divertimento in B-flat | March 1773                                | Milan               |
| 166      | 159d       | Divertimento in E-flat | ngày 24 tháng 3 năm 1773                  | Salzburg            |
| 184      | 161a       | Symphony in E-flat, No. 26 | ngày 30 tháng 3 năm 1773                  | Salzburg            |
| 199      | 161b       | Symphony in G, No. 27 | ngày 10 tháng 4 năm 1773                  | Salzburg            |
| 162      | 162        | Symphony in C, No. 22 | ngày 19 tháng 4 năm 1773                  | Salzburg            |
| 181      | 162b       | Symphony in D, No. 23 | ngày 19 tháng 5 năm 1773                  | Salzburg            |
| 167      | 167        | Missa in C, "Trinitatis" | June 1773                                 | Salzburg            |
| 188      | 240b       | Divertimento in C | Mid 1773                                  | Salzburg            |
| 185      | 167a       | Serenade in D, "Andretter" | July – August 1773                        | Vienna              |
| 189      | 167b       | March in D | July – August 1773                        | Vienna              |
| 168      | 168        | Quartet in F for Strings | August 1773                               | Vienna              |
| 169      | 169        | Quartet in A for Strings | August 1773                               | Vienna              |
| 170      | 170        | Quartet in C for Strings | August 1773                               | Vienna              |
| 171      | 171        | Quartet in E-flat for Strings | August 1773                               | Vienna              |
| 172      | 172        | Quartet in B-flat for Strings | c. September 1773                         | Vienna              |
| 173      | 173        | Quartet in D minor for Strings | September 1773                            | Vienna              |
| 180      | 173c       | 6 Variations in G on "Mio caro Adone" from La fiera di Venezia by Antonio Salieri                                                                        | Autumn 1773                               | Vienna              |
| 182      | 173dA      | Symphony in B-flat, No. 24 | ngày 3 tháng 10 năm 1773                  | Salzburg            |
| 183      | 173dB      | Symphony in G minor, No. 25 | ngày 5 tháng 10 năm 1773                  | Salzburg            |
| 143      | 73a        | Motet for Soprano in G, "Ergo interest" | Late 1773                                 | Salzburg            |
| 174      | 174        | Quintet in B-flat for Strings | December 1773                             | Salzburg            |
| 175      | 175        | Concerto in D for Piano, No. 5 | December 1773                             | Salzburg            |
| 176      | 176        | 16 Minuets | December 1773                             | Salzburg            |
|          | 315g       | 8 Minuets | Lat 1773                                  | Salzburg            |
| 144      | 124a       | Church Sonata in D | 1774                                      | Salzburg            |
| 145      | 124b       | Church Sonata in F | 1774                                      | Salzburg            |
| 161/163  | 141a       | Symphony in D, "No. 50" | 1773–74                                   | Salzburg            |
| 358      | 186c       | Sonata in B-flat for Keyboard Four-Hands | Late 1773 – early 1774                    | Salzburg            |
| 201      | 186a       | Symphony in A, No. 29 | ngày 6 tháng 4 năm 1774                   | Salzburg            |
| 195      | 186d       | Litaniae Lauretanae BVM in D | May 1774                                  | Salzburg            |
| 202      | 186b       | Symphony in D, No. 30 | ngày 5 tháng 5 năm 1774                   | Salzburg            |
| 190      | 186E       | Concertone for 2 Violins and Orchestra in C major | ngày 31 tháng 5 năm 1774                  | Salzburg            |
| 179      | 189a       | 12 Variations in C on a Minuet by Fischer | Summer 1774                               | Salzburg            |
| 191      | 186e       | Concerto in B-flat for Bassoon | ngày 4 tháng 6 năm 1774                   | Salzburg            |
| 192      | 186f       | Missa Brevis in F major | ngày 24 tháng 6 năm 1774                  | Salzburg            |
| 193      | 186g       | Dixit Dominus, Magnificat in C | July 1774                                 | Salzburg            |
| 203      | 189b       | Serenade in D, "Colloredo" | August 1774                               | Salzburg            |
| 237      | 189c       | March in D | August 1774                               | Salzburg            |
| 194      | 186h       | Missa brevis in D' | ngày 8 tháng 8 năm 1774                   | Salzburg            |
| 200      | 189k       | Symphony in C, No. 28 | 17 (or 12) November 1774 (or 1773)        | Salzburg            |
| 121      | 207a       | Finale of a Symphony ("La finta giardiniera") | End 1774 – early 1775                     | Salzburg            |
| 220      | 196b       | Missa brevis in C, "Spatzen" | 1775–1776                                 |                     |
| 279      | 189d       | Sonata in C for Keyboard | Early 1775                                | Munich              |
| 280      | 189e       | Sonata in F for Keyboard | Early 1775                                | Munich              |
| 281      | 189f       | Sonata in B-flat for Keyboard | Early 1775                                | Munich              |
| 282      | 189g       | Sonata in E-flat for Keyboard | Early 1775                                | Munich              |
| 283      | 189h       | Sonata in G for Keyboard | Early 1775                                | Munich              |
| 292      | 196c       | Duo in B-flat for Bassoon and Cello | Early 1775                                | Munich              |
| 222      | 205a       | Offertory in D minor, "Misericordias Domini" | Early 1775                                | Munich              |
| 196      | 196        | La finta giardiniera | ngày 13 tháng 1 năm 1775                  | Salzburg            |
| 284      | 205b       | Sonata in D for Keyboard, "Dürnitz" | February – March 1775                     | Munich              |
| 207      | 207        | Concerto in B-flat for Violin | ngày 14 tháng 4 năm 1775                  | Salzburg            |
| 208      | 208        | Il re pastore | ngày 23 tháng 4 năm 1775                  | Salzburg            |
| 210      | 210        | Aria for Tenor, "Con ossequio, con rispetto" | May 1775                                  | Salzburg            |
| 209      | 209        | Aria for Tenor, "Si mostra la sorte" | ngày 19 tháng 5 năm 1775                  | Salzburg            |
| 262      | 246a       | Missa longa in C' | June or July 1775                         | Salzburg            |
| 211      | 211        | Concerto in D for Violin | ngày 14 tháng 6 năm 1775                  | Salzburg            |
| 212      | 212        | Church Sonata in B-flat | July 1775                                 | Salzburg            |
| 213      | 213        | Divertimento in F | July 1775                                 | Salzburg            |
| 215      | 213b       | March in D | August 1775                               | Salzburg            |
| 102      | 213c       | Finale of a Symphony in C ("Il re pastore") | April and August 1775                     | Salzburg            |
| 204      | 213a       | Serenade in D | ngày 5 tháng 8 năm 1775                   | Salzburg            |
| 214      | 214        | March in C | ngày 20 tháng 8 năm 1775                  | Salzburg            |
| 216      | 216        | Concerto in G for Violin, "Straßburg" | ngày 12 tháng 9 năm 1775                  | Salzburg            |
| 218      | 218        | Concerto for Violin in D | October 1775                              | Salzburg            |
| 217      | 217        | Aria for Soprano, "Voi avete un cor fedele" | ngày 26 tháng 10 năm 1775                 | Salzburg            |
| 258      | 258        | Missa brevis in C, "Spaur" | December 1775                             | Salzburg            |
| 259      | 259        | Missa brevis in C, "Organ Solo" | December 1775 or 1776                     | Salzburg            |
| 219      | 219        | Concerto for Violin in A, "Turkish" | ngày 20 tháng 12 năm 1775                 | Salzburg            |
| 147      | 125g       | Song, "Wie unglücklich bin ich nit" | c. 1772                                   | Salzburg            |
| 148      | 125h       | Song, Lobegesang auf die feierliche Johannisloge | c. 1775–1776                              | Salzburg            |
| 261      | 261        | Adagio in E for Violin | 1776                                      | Salzburg            |
| 269      | 261a       | Rondo in B-flat for Violin | 1776                                      | Salzburg            |
| 238      | 238        | Concerto in B-flat for Piano, No. 6 | January 1776                              | Salzburg            |
| 239      | 239        | Serenata notturna in D | January 1776                              | Salzburg            |
| 240      | 240        | Divertimento in B-flat | January 1776                              | Salzburg            |
| 252      | 240a       | Divertimento in E-flat | Early 1776                                | Salzburg            |
| 241      | 241        | Church Sonata in G | January 1776                              | Salzburg            |
| 101      | 250a       | 4 Contredanses, "Serenade" | c. early 1776                             | Salzburg            |
|          | 269b       | 4 Contredanses | c. early 1776                             | Salzburg            |
| 242      | 242        | Concerto in F for three pianos, No. 7, "Lodron" | February 1776                             | Salzburg            |
| 243      | 243        | Litaniae de venerabili altaris sacramento in E-flat | March 1776                                | Salzburg            |
| 244      | 244        | Church Sonata in F | April 1776                                | Salzburg            |
| 245      | 245        | Church Sonata in D | April 1776                                | Salzburg            |
| 246      | 246        | Concerto in C for Piano, No. 8, "Lützow" | April 1776                                | Salzburg            |
| 247      | 247        | Divertimento in F, "Lodron" | June 1776                                 | Salzburg            |
| 248      | 248        | March in F | June 1776                                 | Salzburg            |
| 260      | 248a       | Offertory in D, "Venite populi" | Mid 1776                                  | Salzburg            |
| 250      | 248b       | Serenade in D, "Haffner" | June 1776                                 | Salzburg            |
| 251      | 251        | Divertimento in D (No. 11) | July 1776                                 | Salzburg            |
| 249      | 249        | March in D, "Haffner" | ngày 20 tháng 7 năm 1776                  | Salzburg            |
| 253      | 253        | Divertimento in F | August 1776                               | Salzburg            |
| 254      | 254        | Divertimento (Trio) in B-flat | August 1776                               | Salzburg            |
| 255      | 255        | Recitative and Aria for Alto, "Ombra felice" | September 1776                            | Salzburg            |
| 256      | 256        | Aria for Tenor, "Clarice cara mia sposa" | September 1776                            | Salzburg            |
| 257      | 257        | Missa in C, "Credo" | November 1776                             | Salzburg            |
| 263      | 263        | Church Sonata in C | December 1776                             | Salzburg            |
| 274      | 271d       | Church Sonata in G | 1777                                      | Salzburg            |
| 289      | 271g       | Divertimento in E-flat | c. 1777                                   | Salzburg?           |
|          | 271i       | Violin Concerto in D (K3: 271a; possibly authentic) | c. 1777—78                                | Salzburg or Paris?  |
| 277      | 272a       | Offertory in F, "Alma Dei creatoris" | 1777                                      | Salzburg            |
| 286      | 269a       | Notturno in D for Four Orchestras (Serenade No. 8) | December 1776 – January 1777              | Salzburg            |
| 270      | 270        | Divertimento in B-flat | January 1777                              | Salzburg            |
| 271      | 271        | Concerto in E-flat for Piano, No. 9, "Jeunehomme" | January 1777                              | Salzburg            |
| 267      | 271c       | 4 Contredanses | Early 1777                                | Salzburg            |
| 266      | 271f       | Trio in B-flat | Early 1777                                | Salzburg            |
| 278      | 271e       | Church Sonata in C | March – April 1777                        | Salzburg            |
| 287      | 271H       | Divertimento in B-flat, "Lodron" | June 1777                                 | Salzburg            |
| 272      | 272        | Recitative and Aria for Soprano, "Ah, lo previdi" | August 1777                               | Salzburg            |
| 273      | 273        | Gradual in F, "Sancta Maria, mater Dei" | ngày 9 tháng 9 năm 1777                   | Salzburg            |
| 275      | 272b       | Missa brevis in B-flat | Late 1777                                 | Salzburg            |
| 395      | 300g       | Capriccio in C for Keyboard | October 1777                              | Munich              |
| 309      | 284b       | Sonata in C for Keyboard | October – November 1777                   | Mannheim            |
| 311      | 284c       | Sonata in D for Keyboard | November 1777                             | Mannheim            |
| 285      | 285        | Quartet in D for Flute, Violin, Viola and Cello | ngày 25 tháng 12 năm 1777                 | Mannheim            |
| 307      | 284d       | Arietta in C, "Oiseaux, si tous les ans" | Winter 1777–1778                          | Mannheim            |
| 313      | 285c       | Concerto in G for Flute | Early 1778                                | Mannheim            |
| 314      | 285d       | Concerto in C for Oboe / Concerto in D for Flute | Early 1778                                | Mannheim            |
| 301      | 293a       | Sonata in G for Violin and Keyboard | Early 1778                                | Mannheim            |
| 302      | 293b       | Sonata in E-flat for Violin and Keyboard | Early 1778                                | Mannheim            |
| 303      | 293c       | Sonata in C for Violin and Keyboard | Early 1778                                | Mannheim            |
| 305      | 293d       | Sonata in A for Violin and Keyboard | Early 1778                                | Mannheim            |
| 308      | 295b       | Arietta, "Dans un bois solitaire" | Winter 1777–1778                          | Mannheim            |
|          | 285a       | Quartet in G for Flute, Violin, Viola and Cello | January – February 1778                   | Mannheim            |
| 294      | 294        | Recitative and Aria for Soprano, "Alcandro, lo confesso"                                                                                                 | ngày 24 tháng 2 năm 1778                  | Mannheim            |
| 295      | 295        | Aria for Tenor, "Se al labbro mio non credi" | ngày 27 tháng 2 năm 1778                  | Mannheim            |
|          | 295a       | Recitative and Aria for Soprano, "Basta, vincesti" | ngày 27 tháng 2 năm 1778                  | Mannheim            |
| 296      | 296        | Sonata for Violin and Keyboard in C | ngày 11 tháng 3 năm 1778                  | Mannheim            |
| 354      | 299a       | 12 Variations for Piano on "Je suis Lindor" | Early 1778                                | Paris               |
| 300      | 300        | Gavotte | c. early 1778                             | Paris               |
| Anh. 9   | 297B       | Sinfonia Concertante for Oboe, Clarinet, Horn, Bassoon and Orchestra (K3: 297b; doubtful; later arr. of genuine Mozart work? Also numbered Anh. C 14.01) | ?April 1778                               | Paris?              |
| 299      | 297c       | Concerto for Flute and Harp in C | April 1778                                | Paris               |
| Anh. 10  | 299b       | Ballet, Les petits riens | May – June 1778                           | Paris               |
| 297      | 300a       | Symphony in D, No. 31, "Paris" | June 1778                                 | Paris               |
| 304      | 300c       | Sonata in E minor for Violin and Keyboard | Early summer 1778                         | Paris               |
| 310      | 300d       | Sonata in A minor for Keyboard (Piano Sonata No. 8) | Summer 1778                               | Paris               |
| 306      | 300l       | Sonata in D for Violin and Keyboard | Summer 1778                               | Paris               |
| 316      | 300b       | Recitative and Aria for Soprano, "Popoli di Tessaglia"                                                                                                   | July 1778                                 | Paris               |
| 264      | 315d       | 9 Variations in C on "Lison dormait" | Late summer 1778                          | Paris               |
| 365      | 316a       | Concerto in E-flat for Two Pianos, No. 10 | 1779                                      | Salzburg            |
| 364      | 320d       | Sinfonia Concertante for Violin, Viola and Orchestra in E-flat major                                                                                     | 1779                                      | Salzburg            |
| 321      | 321        | Vesperae de Dominica in C | 1779                                      | Salzburg            |
| 276      | 321b       | Regina Coeli in C | c. 1779                                   | Salzburg?           |
| 345      | 336a       | Choruses and Entr'actes for Thamos, König in Ägypten | 1779                                      | Salzburg            |
| 378      | 317d       | Sonata in B-flat for Violin and Keyboard | Early 1779 or 1781                        | Salzburg or Vienna  |
| 329      | 317a       | Church Sonata in C | c. March 1779                             | Salzburg            |
| 328      | 317c       | Church Sonata in C | c. early 1779                             | Salzburg            |
| 317      | 317        | "Coronation Mass" in C major | ngày 23 tháng 3 năm 1779                  | Salzburg            |
| 146      | 317b       | Aria for Soprano in B-flat, "Kommet her, ihr frechen Sünder"                                                                                             | c. March – April 1779                     | Salzburg            |
| 318      | 318        | Symphony in G, No. 32 | ngày 26 tháng 4 năm 1779                  | Salzburg            |
| 319      | 319        | Symphony in B-flat, No. 33 | ngày 9 tháng 7 năm 1779                   | Salzburg            |
| 335      | 320a       | Two marches in D | August 1779                               | Salzburg            |
| 320      | 320        | Serenade in D, "Posthorn" | ngày 3 tháng 8 năm 1779                   | Salzburg            |
| 315      | 285e       | Andante in C for Flute | c. 1779–1780                              | Salzburg?           |
| 334      | 320b       | Divertimento in D | 1779–1780                                 | Salzburg            |
| 344      | 336b       | Zaide | 1779–1780                                 | Salzburg            |
| 339      | 339        | Vesperae solennes de confessore in C | 1780                                      | Salzburg            |
| 340      | 340        | Kyrie (lost; doubious) | 1780                                      |                     |
| 368      | 368        | Recitative and Aria for Soprano, "Ma che vi fece" | 1779–1780                                 | Salzburg            |
| 224      | 241a       | Church Sonata in F | Early 1780                                | Salzburg            |
| 225      | 241b       | Church Sonata in A | Early 1780                                | Salzburg            |
| 336      | 336d       | Church Sonata in C | March 1780                                | Salzburg            |
| 337      | 337        | Missa solemnis in C | March 1780                                | Salzburg            |
| 445      | 320c       | March in D | Summer 1780                               | Salzburg            |
| 338      | 338        | Symphony in C, No. 34 | ngày 29 tháng 8 năm 1780                  | Salzburg            |
| 349      | 367a       | Song, Die Zufriedenheit | Winter 1780–1781                          | Munich              |
| 351      | 367b       | Song, "Komm, liebe Zither" | Winter 1780–1781                          | Munich              |
|          | 562a       | Canon in B-flat for 4 voices in 1 | ?1780s                                    | Vienna?             |
| Anh. 191 | 562c       | Canon in C for 4 voices in 1 | c. 1780s                                  | Vienna?             |
| 330      | 300h       | Sonata in C for Keyboard (Piano Sonata No. 10) | 1781–1783                                 | Munich or Vienna    |
| 331      | 300i       | Sonata in A for Keyboard (Piano Sonata No. 11) | 1781–1783                                 | Munich or Vienna    |
| 332      | 300k       | Sonata in F for Keyboard (Piano Sonata No. 12) | 1781–1783                                 | Munich or Vienna    |
| 361      | 370a       | Serenade No. 10 for winds in B-flat major, "Gran Partita"                                                                                                | 1781 only, or until 1784                  | Vienna              |
| 366      | 366        | Idomeneo, re di Creta | ngày 29 tháng 1 năm 1781                  | Salzburg and Munich |
| 367      | 367        | Ballet for Idomeneo | ngày 29 tháng 1 năm 1781                  | Salzburg and Munich |
| 341      | 368a       | Kyrie in D minor | c. November 1780 – March 1781             | Munich?             |
| 370      | 368b       | Quartet in F for Oboe, Violin, Viola and Cello | Early 1781                                | Munich              |
| 369      | 369        | Recitative and Aria for Soprano, "Misera, dove son!" | ngày 8 tháng 3 năm 1781                   | Munich              |
| 371      | 371        | Rondo in E-flat for Horn | c. March 1781                             |                     |
| 372      | 372        | Allegro in B-flat for Violin and Keyboard | ngày 24 tháng 3 năm 1781                  | Vienna              |
| 400      | 372a       | Allegro in B-flat for Keyboard (incomplete; completed by M. Stadler)                                                                                     | 1781                                      | Vienna              |
| 401      | 375e       | Fugue in G minor for Keyboard (incomplete) | 1782                                      | Vienna              |
| 379      | 373a       | Sonata in G for Violin and Keyboard | April 1781                                | Vienna              |
| 374      | 374        | Recitative and Aria for Soprano, "A questo seno deh vieni"                                                                                               | April 1781                                | Vienna              |
| 373      | 373        | Rondo in C for Violin | ngày 2 tháng 4 năm 1781                   | Vienna              |
| 359      | 374a       | 12 Variations in G on "La Bergère Célimène" (by Antoine Albanèse 1729/31-1800)                                                                           | June 1781                                 | Vienna              |
| 360      | 374b       | 6 Variations in G on "Hélas, j'ai perdu mon amant" (recte "Au bord d'une fontaine"; by Antoine Albanèse)                                                 | June 1781                                 | Vienna              |
| 352      | 374c       | 8 Variations in F on "Dieu d'amour" from Les mariages samnites by André Grétry                                                                           | June 1781                                 | Vienna              |
| 376      | 374d       | Sonata in F for Violin and Keyboard | Summer 1781                               | Vienna              |
| 377      | 374e       | Sonata in F for Violin and Keyboard | Summer 1781                               | Vienna              |
| 380      | 374f       | Sonata in E-flat for Violin and Keyboard | Summer 1781                               | Vienna              |
| 375      | 375        | Serenade in E-flat for Winds | October 1781                              | Vienna              |
| 448      | 375a       | Sonata in D for Two Keyboards | November 1781                             | Vienna              |
| Anh. 171 | 285b       | Quartet in C for Flute | 1781–1782                                 | Vienna?             |
| 265      | 300e       | Twelve Variations on "Ah vous dirai-je, Maman" | 1781–1782                                 | Vienna              |
| 353      | 300f       | 12 Variations in E-flat on "La belle Françoise" | 1781–1782                                 | Vienna              |
| 392      | 340a       | Song, "Verdankt sei es dem Glanz" | 1781–1782                                 | Vienna              |
| 391      | 340b       | Song, An die Einsamkeit | 1781–1782                                 | Vienna              |
| 390      | 340c       | Song, An die Hoffnung | 1781–1782                                 | Vienna              |
| 363      | 363        | 3 Minuets | c. 1782–1783                              | Vienna?             |
| 386      | 386        | Rondo for Piano and Orchestra in A major | 1782–1783                                 | Vienna              |
| 413      | 387a       | Concerto in F for Piano, No. 11 | 1782–1783                                 | Vienna              |
| 415      | 387b       | Concerto in C for Piano, No. 13 | 1782–1783                                 | Vienna              |
| 229      | 382a       | Canon in C minor for 3 voices in 1 | c. 1782                                   | Vienna?             |
| 230      | 382b       | Canon in C minor for 2 voices in 1 | c. 1782                                   | Vienna?             |
| 231      | 382c       | Canon in B-flat for 6 voices in 1, "Leck mich im Arsch"                                                                                                  | c. 1782                                   | Vienna?             |
| 233      | 382d       | Canon in B-flat for 3 voices in 1, "Leck mir den Arsch fein recht schön sauber"                                                                          | c. 1782                                   | Vienna?             |
| 234      | 382e       | Canon in G for 3 voices in 1, "Bei der Hitz' im Sommer ess ich"                                                                                          | c. 1782                                   | Vienna?             |
| 347      | 382f       | Canon in D for 6 voices in 1 | c. 1782                                   | Vienna?             |
| 348      | 382g       | Canon in G for 12 voices in 3, "V'amo di core teneramente"                                                                                               | c. 1782                                   | Vienna?             |
| 119      | 382h       | Aria for Soprano, "Der Liebe himmlisches Gefühl" | c. 1782                                   | Vienna?             |
| 397      | 397        | Fantasia No. 3 for Piano in D minor | 1782                                      | Vienna              |
| 408a     | 383e       | March in C | 1782                                      | Vienna              |
| 408c     | 383F       | March in C | 1782                                      | Vienna              |
| 408b     | 385a       | March in D | 1782                                      | Vienna              |
| 414      | 385p       | Concerto in A for Piano, No. 12 | 1782                                      | Vienna              |
|          | 404a       | Arrangements of 6 Preludes and Fugues by J.S. and W.F. Bach                                                                                              | 1782                                      | Vienna              |
| 405      | 405        | Arrangements of 5 Fugues by J.S. Bach | 1782                                      | Vienna              |
| 394      | 383a       | Prelude and Fugue in C for Keyboard | Early 1782                                | Vienna              |
| 399      | 385i       | Suite in C for Keyboard (Overture, Allemande, Courante, & incomplete Sarabande)                                                                          | Early 1782                                | Vienna              |
| 382      | 382        | Rondo for Piano and Orchestra in D major | March 1782                                | Vienna              |
| 383      | 383        | Aria for Soprano, "Nehmt meinen Dank, ihr holden Gönner!"                                                                                                | 10 ngày 10 tháng 4 năm 1782               | Vienna              |
| 409      | 383f       | Symphonic Minuet in C | ?May 1782                                 | Vienna?             |
| 388      | 384a       | Serenade in C minor for Winds (later arranged as K. 406/516b)                                                                                            | ?July 1782 or late 1783                   | Vienna              |
| 385      | 385        | Symphony in D, No. 35, "Haffner" | July 1782                                 | Vienna              |
| 384      | 384        | Die Entführung aus dem Serail | ngày 16 tháng 7 năm 1782                  | Vienna              |
| 393      | 385b       | Solfeggios for Voice | c. August 1782                            | Vienna              |
| 407      | 386c       | Quintet for Horn and Strings in E-flat | End 1782                                  | Vienna              |
| Anh. 25  | 386d       | O Calpe! Dir donnert's am Fusse (Gibraltar) | December 1782                             | Vienna              |
| 387      | 387        | Quartet in G for Strings, "Spring" | ngày 31 tháng 12 năm 1782                 | Vienna              |
| 435      | 416b       | Aria for Tenor, "Mußt' ich auch durch tausend Drachen"                                                                                                   | c. 1783                                   | Vienna?             |
| 432      | 421a       | Recitative and Aria for Bass, "Così dunque tradisci" | c. 1783                                   | Vienna?             |
| 433      | 416c       | Aria for bass and orchestra (sketch), "Männer suchen stets zu naschen"                                                                                   | c. 1783                                   | Vienna?             |
| 333      | 315c       | Sonata in B-flat for Keyboard, "Linz" (Piano Sonata No. 13)                                                                                              | 1783–1784                                 | Linz and Vienna     |
| 436      | 436        | Notturno for Two Sopranos and Bass, "Ecco quel fiero" | c. 1783–1786                              | Vienna?             |
| 437      | 437        | Notturno for Two Sopranos and Bass, "Mi lagnerò tacendo"                                                                                                 | c. 1783–1786                              | Vienna?             |
| 438      | 438        | Notturno for Two Sopranos and Bass, "Se lontan" | c. 1783–1786                              | Vienna?             |
| 439      | 439        | Notturno for Two Sopranos and Bass, "Due pupille" | c. 1783–1786                              | Vienna?             |
| 346      | 439a       | Notturno for Two Sopranos and Bass, "Luci care, luci belle"                                                                                              | c. 1783–1786                              | Vienna?             |
|          | 439b       | 5 Divertimenti in B-flat | c. 1783 or later                          | Vienna              |
| 441      | 441        | Trio for Soprano, Tenor and Bass, "Liebes Mandel, wo is's Bandel?"                                                                                       | c. 1783                                   | Vienna              |
| 441b     | Anh. C9.03 | Canon for two voices, "Beym Arsch ist’s finster" | 1783                                      | Vienna              |
| 416      | 416        | Scena and Rondo for Soprano, "Mia speranza adorata" | ngày 8 tháng 1 năm 1783                   | Vienna              |
| 398      | 416e       | 6 Variations on "Salve tu, Domine" | March 1783                                | Vienna              |
| 417      | 417        | Concerto in E-flat for Horn | ngày 27 tháng 5 năm 1783                  | Vienna              |
| 421      | 417b       | Quartet in D minor for Strings | June 1783                                 | Vienna              |
| 178      | 417e       | Aria for Soprano, "Ah, spiegarti, oh Dio" | c. June 1783                              | Vienna?             |
| 419      | 419        | Aria for Soprano, "No, no, che non sei capace" | June 1783                                 | Vienna              |
| 423      | 423        | Duo in G for Violin and Viola | c. summer 1783                            | Salzburg?           |
| 424      | 424        | Duo in B-flat for Violin and Viola | c. summer 1783                            | Salzburg?           |
| 418      | 418        | Aria for Soprano, "Vorrei spiegarvi, oh Dio!" | ngày 20 tháng 6 năm 1783                  | Vienna              |
| 420      | 420        | Aria for Tenor, "Per pietà, non ricercate" | ngày 21 tháng 6 năm 1783                  | Vienna              |
| 428      | 421b       | Quartet in E-flat for Strings | June – July 1783                          | Vienna              |
| 427      | 417a       | Great Mass in C minor | July 1782 – October 1783                  | Vienna              |
| 429      | 468a       | Cantata, "Dir, Seele des Weltalls" (fragment) | 1783                                      | Vienna              |
| 422      | 422        | L'oca del Cairo | Late 1783                                 | Salzburg and Vienna |
| 430      | 424a       | Lo sposo deluso | Late 1783                                 | Salzburg and Vienna |
| 425      | 425        | Symphony in C, No. 36, "Linz" | October – November 1783                   | Linz                |
| 431      | 425b       | Recitative and Aria for Tenor, "Misero! O sogno!" | December 1783                             | Vienna?             |
| 426      | 426        | Fugue in C minor for Two Keyboards | ngày 29 tháng 12 năm 1783                 | Vienna              |
| 444      | 425a       | Introduction in G to Symphony No. 25 by Michael Haydn | Late 1783 or 1784                         | Vienna              |
| 447      | 447        | Concerto for Horn in E-flat | c. 1784–1787                              | Vienna              |
|          | 453a       | Funeral March in C minor for Keyboard | 1784                                      | Vienna              |
| 461      | 448a       | 6 Minuets | Early 1784                                | Vienna              |
| 462      | 448b       | 6 Contredanses | January 1784                              | Vienna              |
| 463      | 448c       | 2 Minuets with Contredanses | Early 1784                                | Vienna              |
| 449      | 449        | Concerto in E-flat for Piano, No. 14, "First Ployer" | ngày 9 tháng 2 năm 1784                   | Vienna              |
| 450      | 450        | Concerto in B-flat for Piano, No. 15 | ngày 15 tháng 3 năm 1784                  | Vienna              |
| 451      | 451        | Concerto in D for Piano, No. 16 | ngày 22 tháng 3 năm 1784                  | Vienna              |
| 452      | 452        | Quintet in E-flat for Piano and Winds | ngày 30 tháng 3 năm 1784                  | Vienna              |
| 453      | 453        | Concerto in G for Piano, No. 17, "Second Ployer" | ngày 12 tháng 4 năm 1784                  | Vienna              |
|          | 453b       | Exercise Book for Barbara Ployer |                                           |                     |
| 454      | 454        | Sonata in B-flat for Violin and Keyboard, for Regina Strinasacchi                                                                                        | ngày 21 tháng 4 năm 1784                  | Vienna              |
| 460      | 454a       | 8 Variations on "Come un agnello" | c. June 1784                              | Vienna              |
| 455      | 455        | 10 Variations in G on "Unser dummer Pöbel meint" | ngày 25 tháng 8 năm 1784                  | Vienna              |
| 456      | 456        | Concerto in B-flat for Piano, No. 18, "Paradis" | ngày 30 tháng 9 năm 1784                  | Vienna              |
| 457      | 457        | Sonata in C minor for Keyboard (Piano Sonata No. 14) | ngày 14 tháng 10 năm 1784                 | Vienna              |
| 458      | 458        | Quartet in B-flat for Strings, "Hunt" | ngày 9 tháng 11 năm 1784                  | Vienna              |
| 459      | 459        | Concerto in F for Piano, No. 19 | ngày 11 tháng 12 năm 1784                 | Vienna              |
| 410      | 484d       | Adagio in F for Two Basset Horns and Bassoon | c. end 1785                               | Vienna?             |
|          | 506a       | Studies for Thomas Attwood | 1785–1786                                 | Vienna              |
| 464      | 464        | Quartet in A for Strings | ngày 10 tháng 1 năm 1785                  | Vienna              |
| 465      | 465        | Quartet in C for Strings, "Dissonant" | ngày 14 tháng 1 năm 1785                  | Vienna              |
| 466      | 466        | Concerto in D minor for Piano, No. 20 | ngày 10 tháng 2 năm 1785                  | Vienna              |
| 469      | 469        | Davide penitente | ngày 13 tháng 3 năm 1785                  | Vienna              |
| 467      | 467        | Concerto in C for Piano, No. 21 | ngày 9 tháng 3 năm 1785                   | Vienna              |
| 468      | 468        | Song, Lied zur Gesellenreise | ngày 26 tháng 3 năm 1785                  | Vienna              |
|          | 470        | Andante to a Violin Concerto of Viotti (lost) | 1785                                      | Vienna              |
|          | 470a       | Instrumentation for a Concerto for Violin by G.B. Viotti                                                                                                 | April 1785                                | Vienna              |
| 471      | 471        | Cantata, Die Mauererfreude | ngày 20 tháng 4 năm 1785                  | Vienna              |
| 472      | 472        | Song, Der Zauberer | ngày 7 tháng 5 năm 1785                   | Vienna              |
| 473      | 473        | Song, Die Zufriedenheit | ngày 7 tháng 5 năm 1785                   | Vienna              |
| 474      | 474        | Song, Die betrogene Welt | ngày 7 tháng 5 năm 1785                   | Vienna              |
| 475      | 475        | Fantasia for Piano in C minor | ngày 20 tháng 5 năm 1785                  | Vienna              |
| 476      | 476        | Song, Das Veilchen | ngày 8 tháng 6 năm 1785                   | Vienna              |
| 478      | 478        | Quartet in G minor for Piano and Strings | ngày 16 tháng 10 năm 1785                 | Vienna              |
| 477      | 479a       | Maurerische Trauermusik (Masonic Funeral Music) | November 1785                             | Vienna              |
| 479      | 479        | Quartet for Soprano, Tenor and Two Basses, "Dite almeno"                                                                                                 | ngày 5 tháng 11 năm 1785                  | Vienna              |
| 480      | 480        | Trio for Soprano, Tenor and Bass, "Mandina amabile" | ngày 21 tháng 11 năm 1785                 | Vienna              |
| 434      | 480b       | Aria for tenor, 2 basses and orchestra, "Del gran regno delle amazzone"                                                                                  | end 1785                                  | Vienna              |
| 483      | 483        | Song with Chorus, "Zerfließet heut" | End 1785                                  | Vienna              |
| 484      | 484        | Song with Chorus, "Ihr unsre neuen Leiter" | End 1785                                  | Vienna              |
| 411      | 484a       | Adagio in B-flat for Two Clarinets and Three Basset Horns                                                                                                | c. end 1785                               | Vienna?             |
| 506      | 506        | Song, Lied der Freiheit | c. end 1785                               | Vienna              |
| 481      | 481        | Sonata in E-flat for Violin and Keyboard | ngày 12 tháng 12 năm 1785                 | Vienna              |
| 482      | 482        | Concerto in E-flat for Piano, No. 22 | ngày 16 tháng 12 năm 1785                 | Vienna              |
| 355      | 576b       | Minuet in D for Keyboard | c. 1786–1787                              | Vienna              |
| 485      | 485        | Rondo in D for Keyboard | ngày 10 tháng 1 năm 1786                  | Vienna              |
| 486      | 486        | Der Schauspieldirektor | ngày 7 tháng 2 năm 1786                   | Vienna              |
| 488      | 488        | Concerto in A for Piano, No. 23 | ngày 2 tháng 3 năm 1786                   | Vienna              |
| 489      | 489        | Duet for Soprano and Tenor, "Spiegarti no poss'io" | ngày 10 tháng 3 năm 1786                  | Vienna              |
| 490      | 490        | Scena and Rondo for Soprano and Tenor, "Non più. Tutto ascoltai...Non temer, amato bene"                                                                 | ngày 10 tháng 3 năm 1786                  | Vienna              |
| 491      | 491        | Concerto in C minor for Piano, No. 24 | ngày 24 tháng 3 năm 1786                  | Vienna              |
| 492      | 492        | Le nozze di Figaro | ngày 1 tháng 5 năm 1786                   | Vienna              |
| 493      | 493        | Quartet for Piano and Strings in E-flat | ngày 3 tháng 6 năm 1786                   | Vienna              |
| 507      | 507        | Canon in F for 3 voices in 1 | After ngày 3 tháng 6 năm 1786             | Vienna              |
| 508      | 508        | Canon in F for 3 voices in 1 | After ngày 3 tháng 6 năm 1786             | Vienna              |
|          | 508A       | Canon in C for 3 voices in 1 | After ngày 3 tháng 6 năm 1786             | Vienna              |
|          | 508a       | 2 Canons in F for 3 voices in 1, 14 Canons in F for 2 voices in 1                                                                                        | After ngày 3 tháng 6 năm 1786             | Vienna              |
| 494      | 494        | Rondo in F for Keyboard | ngày 10 tháng 6 năm 1786                  | Vienna              |
| 495      | 495        | Concerto in E-flat for Horn | ngày 26 tháng 6 năm 1786                  | Vienna              |
| 496      | 496        | Trio in G for Piano, Violin and Cello | ngày 8 tháng 7 năm 1786                   | Vienna              |
| 487      | 496a       | 12 Duos for Basset Horns | ngày 27 tháng 7 năm 1786                  | Vienna              |
| 497      | 497        | Sonata in F for Keyboard Four-Hands | ngày 1 tháng 8 năm 1786                   | Vienna              |
| 498      | 498        | Trio in E-flat for Piano, Clarinet and Viola, "Kegelstatt"                                                                                               | ngày 5 tháng 8 năm 1786                   | Vienna              |
| 499      | 499        | Quartet in D for Strings, "Hoffmeister" | ngày 19 tháng 8 năm 1786                  | Vienna              |
| 500      | 500        | 12 Variations in B-flat | ngày 12 tháng 9 năm 1786                  | Vienna              |
| 501      | 501        | 5 Variations in G | ngày 4 tháng 11 năm 1786                  | Vienna              |
| 502      | 502        | Trio in B-flat for Piano, Violin and Cello | ngày 18 tháng 11 năm 1786                 | Vienna              |
| 503      | 503        | Concerto in C for Piano, No. 25 | ngày 4 tháng 12 năm 1786                  | Vienna              |
| 504      | 504        | Symphony in D, No. 38, "Prague" | ngày 6 tháng 12 năm 1786                  | Vienna              |
| 505      | 505        | Scena and Rondo for Soprano, "Ch'io mi scordi di te?" | ngày 26 tháng 12 năm 1786                 | Vienna              |
| 298      | 298        | Quartet for Flute, Violin, Viola and Cello in A | 1786–1787                                 | Vienna              |
|          | 516f       | Musikalisches Würfelspiel in C | 1787                                      | Vienna              |
| 343      | 336c       | 2 German Hymns | c. early 1787                             | Prague or Vienna    |
| 509      | 509        | 6 German Dances | ngày 6 tháng 2 năm 1787                   | Prague              |
| 511      | 511        | Rondo for Piano in A minor | ngày 11 tháng 3 năm 1787                  | Vienna              |
| 512      | 512        | Recitative and Aria for Bass, "Alcandro, lo confesso" | ngày 19 tháng 3 năm 1787                  | Vienna              |
| 513      | 513        | Aria for Bass, "Mentre ti lascio" | ngày 23 tháng 3 năm 1787                  | Vienna              |
| 515      | 515        | Quintet in C for Strings | ngày 19 tháng 4 năm 1787                  | Vienna              |
| 228      | 515b       | Double Canon in F for 4 voices in 2 | ngày 24 tháng 4 năm 1787                  | Vienna              |
| 516      | 516        | Quintet for Strings in G minor | ngày 16 tháng 5 năm 1787                  | Vienna              |
| 517      | 517        | Song, Die Alte | ngày 18 tháng 5 năm 1787                  | Vienna              |
| 518      | 518        | Song, Die Verschweigung | ngày 20 tháng 5 năm 1787                  | Vienna              |
| 519      | 519        | Song, Das Lied der Trennung | ngày 23 tháng 5 năm 1787                  | Vienna              |
| 520      | 520        | Song, Als Luise die Briefe ihres ungetreuen Liebhabers verbrannte                                                                                        | ngày 25 tháng 5 năm 1787                  | Vienna              |
| 521      | 521        | Sonata in C for Keyboard Four-Hands | ngày 29 tháng 5 năm 1787                  | Vienna              |
| 522      | 522        | Ein musikalischer Spaß | ngày 14 tháng 6 năm 1787                  | Vienna              |
| 523      | 523        | Song, Abendempfindung | ngày 24 tháng 6 năm 1787                  | Vienna              |
| 524      | 524        | Song, An Chloe | ngày 24 tháng 6 năm 1787                  | Vienna              |
| 232      | 509a       | Canon in G for 4 voices in 1, "Lieber Freistadtler, lieber Gaulimauli"                                                                                   | After ngày 4 tháng 7 năm 1787             | Vienna              |
| 525      | 525        | Eine kleine Nachtmusik | ngày 10 tháng 8 năm 1787                  | Vienna              |
| 526      | 526        | Sonata in A for Violin and Keyboard | ngày 24 tháng 8 năm 1787                  | Vienna              |
| 527      | 527        | Don Giovanni | ngày 28 tháng 10 năm 1787                 | Praha               |
| 528      | 528        | Scena for Soprano, "Bella mia fiamma" | ngày 3 tháng 11 năm 1787                  | Prague              |
| 529      | 529        | Song, Des kleinen Friedrichs Geburtstag | ngày 6 tháng 11 năm 1787                  | Prague              |
| 530      | 530        | Song, Das Traumbild | ngày 6 tháng 11 năm 1787                  | Prague              |
| 531      | 531        | Song, Die kleine Spinnerin | ngày 11 tháng 12 năm 1787                 | Vienna              |
| 532      | 532        | Grazie agl'inganni tuoi (La Libertà a Nice), Sketch/fragment for a vocal trio and instruments                                                            | 1787                                      | Vienna              |
| 406      | 516b       | Quintet in C minor for Strings (arrangement of K. 388/384a)                                                                                              | 1788                                      | Vienna              |
|          | 535a       | 3 Contredanses | c. early 1788                             | Vienna              |
| 533      | 533        | Allegro and Andante in F for Keyboard (Sonata No. 15) | ngày 3 tháng 1 năm 1788                   | Vienna              |
| 534      | 534        | Contredanse, "Das Donnerwetter" | ngày 14 tháng 1 năm 1788                  | Vienna              |
| 535      | 535        | Contredanse, "La Bataille" | ngày 23 tháng 1 năm 1788                  | Vienna              |
| 536      | 536        | 6 German Dances | ngày 27 tháng 1 năm 1788                  | Vienna              |
|          | 537d       | Arrangement of Aria for Tenor by Carl Philipp Emanuel Bach                                                                                               | February 1788                             | Vienna              |
| 537      | 537        | Concerto in D for Piano, No. 26 ("Coronation") | ngày 24 tháng 2 năm 1788                  | Vienna              |
| 538      | 538        | Aria for Soprano, "Ah se in ciel" | ngày 4 tháng 3 năm 1788                   | Vienna              |
| 539      | 539        | Song, Ein deutsches Kriegslied | ngày 5 tháng 3 năm 1788                   | Vienna              |
| 540      | 540        | Adagio in B minor for Keyboard | ngày 19 tháng 3 năm 1788                  | Vienna              |
|          | 540a       | Aria for Tenor, "Dalla sua pace" | ngày 24 tháng 4 năm 1788                  | Vienna              |
|          | 540b       | Duet for Soprano and Bass, "Per queste tue manine" | ngày 28 tháng 4 năm 1788                  | Vienna              |
|          | 540c       | Recitative and Aria for Soprano, "In quali eccessi … Mi tradì quell'alma ingrata"                                                                        | ngày 30 tháng 4 năm 1788                  | Vienna              |
| 541      | 541        | Arietta for Bass, "Un bacio di mano" | May 1788                                  | Vienna              |
| Anh. 135 | 547a       | Sonata in F for Keyboard | c. summer 1788                            | Vienna?             |
| 545      | 545        | Sonata for Keyboard in C, Facile or Semplice | ngày 26 tháng 6 năm 1788                  | Vienna              |
| 542      | 542        | Trio in E for Piano, Violin and Cello | ngày 22 tháng 6 năm 1788                  | Vienna              |
| 543      | 543        | Symphony in E-flat, No. 39 | ngày 26 tháng 6 năm 1788                  | Vienna              |
| 544      | 544        | March in D "Ein kleiner Marsch" (lost) | 1788                                      | Vienna              |
| 546      | 546        | Adagio and Fugue in C minor | ngày 26 tháng 6 năm 1788                  | Vienna              |
| 54       | 547b       | 5 (6?) Variations in F for Piano | July 1788                                 | Vienna              |
| 547      | 547        | Sonata in F for Violin and Keyboard | ngày 10 tháng 7 năm 1788                  | Vienna              |
| 548      | 548        | Trio in C for Piano, Violin and Cello | ngày 14 tháng 7 năm 1788                  | Vienna              |
| 549      | 549        | Canzonetta for two Sopranos and Bass, "Piu non si trovano"                                                                                               | ngày 16 tháng 7 năm 1788                  | Vienna?             |
| 550      | 550        | Symphony in G minor, No. 40 | ngày 25 tháng 7 năm 1788                  | Vienna              |
| 551      | 551        | Symphony in C, No. 41, "Jupiter" | ngày 10 tháng 8 năm 1788                  | Vienna              |
| 552      | 552        | Song, Beim Auszug in das Feld | ngày 11 tháng 8 năm 1788                  | Vienna              |
| 553      | 553        | Canon in C for 3 voices in 1, "Alleluia" | ngày 2 tháng 9 năm 1788                   | Vienna              |
| 554      | 554        | Canon in F for 4 voices in 1, "Ave Maria" | ngày 2 tháng 9 năm 1788                   | Vienna              |
| 555      | 555        | Canon in A minor for 4 voices in 1, "Lacrimoso" | ngày 2 tháng 9 năm 1788                   | Vienna              |
| 556      | 556        | Canon in G for 4 voices in 1, "G'rechtelt's enk" | ngày 2 tháng 9 năm 1788                   | Vienna              |
| 557      | 557        | Canon in F minor or 4 voices in 1, "Nascoso e il mio sol"                                                                                                | ngày 2 tháng 9 năm 1788                   | Vienna              |
| 558      | 558        | Canon in B-flat for 4 voices in 1, "Gehen wir im Prater"                                                                                                 | ngày 2 tháng 9 năm 1788                   | Vienna              |
| 559      | 559        | Canon in F for 3 voices in 1, "Difficile lectu mihi Mars"                                                                                                | ngày 2 tháng 9 năm 1788                   | Vienna              |
| 560a     | 559a       | Canon in F for 4 voices in 1, "O du eselhafter Peierl"                                                                                                   | ngày 2 tháng 9 năm 1788                   | Vienna              |
| 560b     | 560        | Canon in F for 4 voices in 1, "O du eselhafter Martin"                                                                                                   | ngày 2 tháng 9 năm 1788                   | Vienna              |
| 561      | 561        | Canon in A for 4 voices in 1, "Bona nox! bist a rechta Ox"                                                                                               | ngày 2 tháng 9 năm 1788                   | Vienna              |
| 562      | 562        | Canon in A for 3 voices in 1, "Caro bell'idol mio" | ngày 2 tháng 9 năm 1788                   | Vienna              |
| 563      | 563        | Divertimento in E flat (Trio in E-flat) | ngày 27 tháng 9 năm 1788                  | Vienna              |
| 564      | 564        | Trio for Piano, Violin and Cello in G | ngày 27 tháng 10 năm 1788                 | Vienna              |
| 566      | 566        | Arrangement of Handel's Acis und Galathea | November 1788                             | Vienna              |
| 567      | 567        | 6 German Dances | ngày 6 tháng 12 năm 1788                  | Vienna              |
| 568      | 568        | 12 Minuets | ngày 24 tháng 12 năm 1788                 | Vienna              |
| 569      | 569        | Aria "Ohne Zwang" (lost) | 1789                                      | Vienna              |
| Anh. 5   | 571a       | Quartet for Soprano, two Tenors and Bass, "Caro mio Druck und Schluck"                                                                                   | c. 1789                                   | Vienna?             |
| 570      | 570        | Sonata in B-flat for Keyboard | February 1789                             | Vienna              |
| 571      | 571        | 6 German Dances for Orchestra | ngày 21 tháng 2 năm 1789                  | Vienna              |
| 572      | 572        | Arrangement of Handel's Messiah | March 1789                                | Vienna              |
| 573      | 573        | 9 Variations in D | ngày 29 tháng 4 năm 1789                  | Potsdam             |
| 574      | 574        | Kleine Gigue in G for Keyboard | ngày 16 tháng 5 năm 1789                  | Leipzig             |
| 575      | 575        | Quartet in D for Strings, "Prussian" | June 1789                                 | Vienna              |
| 576      | 576        | Sonata in D for Keyboard | July 1789                                 | Vienna              |
| 577      | 577        | Rondo for Soprano, "Al desio, di chi t'adora" | July 1789                                 | Vienna              |
| 578      | 578        | Aria for Soprano, "Alma grande e nobil core" | August 1789                               | Vienna              |
| 579      | 579        | Aria for Soprano, "Un moto di gioia mi sento" | August 1789                               | Vienna              |
| 580      | 580        | Aria for Soprano, "Schon lacht der holde Frühling" | ngày 17 tháng 9 năm 1789                  | Vienna              |
| 581      | 581        | Quintet for Clarinet and Strings in A | ngày 29 tháng 9 năm 1789                  | Vienna              |
| 582      | 582        | Aria for Soprano, "Chi sà, chi sà, qual sia" | October 1789                              | Vienna              |
| 583      | 583        | Aria for Soprano, "Vado, ma dove? -- oh Dei!" | October 1789                              | Vienna              |
| 584      | 584        | Aria for Bass, "Rivolgete a lui lo sguardo" | December 1789                             | Vienna              |
| 585      | 585        | 12 Minuets | December 1789                             | Vienna              |
| 586      | 586        | 12 German Dances | December 1789                             | Vienna              |
| 587      | 587        | Contredanse in C, "Der Sieg vom Helden Koburg" | December 1789                             | Vienna              |
| 236      | 588b       | Andantino in E-flat for Keyboard | c. 1790                                   | Vienna              |
| 106      | 588a       | Overture and 3 Contredanses | January 1790                              | Vienna              |
| 588      | 588        | Così fan tutte | ngày 26 tháng 1 năm 1790                  | Vienna              |
| 589      | 589        | Quartet in B-flat for Strings, "Prussian" | May 1790                                  | Vienna              |
| 590      | 590        | Quartet in F for Strings, "Prussian" | June 1790                                 | Vienna              |
| 591      | 591        | Arrangement of Handel's Alexander's Feast | July 1790                                 | Vienna              |
| 592      | 592        | Arrangement of Handel's Ode to Saint Cæcelia | July 1790                                 | Vienna              |
| 625      | 592a       | Comical Duet for Soprano and Bass, "Nun, liebes Weibchen"                                                                                                | August 1790                               |                     |
| 593      | 593        | Quintet in D for Strings | December 1790                             | Vienna              |
| 594      | 594        | Adagio and Allegro in F minor for a Mechanical Organ | October – December 1790                   | Vienna and ?        |
| 412/514  | 386b       | Concerto for Horn in D | 1791                                      | Vienna              |
| 609      | 609        | 5 Contredanses | 1791                                      | Vienna              |
| 595      | 595        | Concerto in B-flat for Piano, No. 27 | c. 1787–91 dated: ngày 5 tháng 1 năm 1791 | Vienna              |
| 596      | 596        | Song, Sehnsucht nach dem Frühling | ngày 14 tháng 1 năm 1791                  | Vienna              |
| 597      | 597        | Song, Im Frülingsanfang | ngày 14 tháng 1 năm 1791                  | Vienna              |
| 598      | 598        | Song, Das Kinderspiel | ngày 14 tháng 1 năm 1791                  | Vienna              |
| 599      | 599        | 6 Minuets | ngày 23 tháng 1 năm 1791                  | Vienna              |
| 600      | 600        | 6 German Dances | ngày 29 tháng 1 năm 1791                  | Vienna              |
| 601      | 601        | 4 Minuets | ngày 5 tháng 2 năm 1791                   | Vienna              |
| 602      | 602        | 4 German Dances | ngày 5 tháng 2 năm 1791                   | Vienna              |
| 603      | 603        | 2 Contredanses | ngày 5 tháng 2 năm 1791                   | Vienna              |
| 604      | 604        | 2 Minuets | ngày 12 tháng 2 năm 1791                  | Vienna              |
| 605      | 605        | 3 German Dances | ngày 12 tháng 2 năm 1791                  | Vienna              |
| 607      | 605a       | Contredanse, "Il Trionfo delle Donne" | ngày 28 tháng 2 năm 1791                  | Vienna              |
| 606      | 606        | 6 "Landler" | ngày 28 tháng 2 năm 1791                  | Vienna              |
| 613      | 613        | 8 Variations in F on "Ein Weib ist das herrlichste Ding"                                                                                                 | March 1791                                | Vienna              |
| 608      | 608        | Fantasia in F minor for a Mechanical Organ | ngày 3 tháng 3 năm 1791                   | Vienna              |
| 610      | 610        | Contredanse, "Les filles malicieuses" | ngày 6 tháng 3 năm 1791                   | Vienna              |
| 611      | 611        | German Dance | ngày 6 tháng 3 năm 1791                   | Vienna              |
| 612      | 612        | Aria for Bass, "Per questa bella mano" | ngày 8 tháng 3 năm 1791                   | Vienna              |
| 614      | 614        | Quintet in E-flat for Strings | ngày 12 tháng 4 năm 1791                  | Vienna              |
| 615      | 615        | Chorus "Viviamo felici" (lost) | 1791                                      | Vienna              |
| 616      | 616        | Andante in F for a Small Mechanical Organ | ngày 4 tháng 5 năm 1791                   | Vienna              |
| 617      | 617        | Adagio and Rondo for Glass Harmonica, Flute, Oboe, Viola and Cello                                                                                       | ngày 23 tháng 5 năm 1791                  | Vienna              |
| 356      | 617a       | Adagio in C for Glass Harmonica | 1791                                      | Vienna              |
| 618      | 618        | Motet in D, "Ave verum Corpus" | ngày 17 tháng 6 năm 1791                  | Baden               |
| 619      | 619        | Cantata, "Die ihr des unermeßlichen Weltalls" | July 1791                                 | Vienna              |
| Anh. 78  | 620b       | Contrapuntal Study | c. September 1791                         | Vienna              |
| Anh. 245 | 621a       | Aria for Bass, "Io ti lascio, o cara, addio" | c. September 1791                         | Prague?             |
| 621      | 621        | La clemenza di Tito | ngày 6 tháng 9 năm 1791                   | Prague              |
| 620      | 620        | Die Zauberflöte | ngày 30 tháng 9 năm 1791                  | Vienna              |
| 622      | 622        | Concerto in A for Clarinet | October 1791                              | Vienna              |
| 623      | 623        | Freimaurerkantate | ngày 15 tháng 11 năm 1791                 | Vienna              |
| 624      | 626a       | Cadenzas for Piano Concertos |                                           |                     |
| 626      | 626        | Requiem in D minor | Late 1791                                 | Vienna              |